# Zillebeek
Zillebeek is een gehucht in de Belgische gemeente Beveren-Kruibeke-Zwijndrecht.
In de late middeleeuwen was het een leen "geënclaveerd binnen de parochie van Beveren". Deze heerlijkheid bezat de "hogere, middelbare en lagere justitie". Zo stond er ook een schandpaal op het Zillebeek. Heren van het Zillebeek waren onder andere de families Borluut en van Dongelberg. In de volksmond wordt deze plaats soms ook "Den Insteek" genoemd.
Zillebeek ligt op de grens van Beveren en Vrasene. Zillebeek telt een aantal wegen waarvan het grootste deel onbewoond is. In het gehucht bevindt zich ook veel landbouwgebied. De straat Zillebeek is ook de weg van Beveren naar Vrasene en verder naar Sint-Gillis-Waas en naar de afrit Vrasene van A11 (deel van de E34). De straat loopt tot aan de Beverse beek. Vanaf daar begint pas de Mosselbank.
Deelgemeenten: Bazel · Beveren · Burcht · Doel · Haasdonk · Kallo · Kieldrecht · Kruibeke · Melsele · Rupelmonde · Verrebroek · Vrasene · Zwijndrecht

Overige dorpen en gehuchten: Beestenhoek · Bloempot · De Bank · Doorn · Es · Gaverland ·  Geslecht · Groot Laar · Halve Maan · Hoogeinde · Hoogstraat · Kalishoek (Doel) · Kalishoek (Melsele) · Kemphoek · Klein Laar · Melseledijk· Mosselbank (Haasdonk) · Mosselbank (Vrasene) · Nieuwe Parochie · Ouden Doel · Oudendijk · Ponjaard · Prosperpolder · Puiput · Rapenberg · Rapenburg · Saftingen · Sint-Antoniushoek · Smoutpot · Stenen Kruis · Tijskenshoek · Vendoorn · Verrebroekse Blikken · Vijfstraten · Vliegenstal · Voshoek · Westakkers · Wilden Haan · Zillebeek · Zwaantje

Belgische gemeenten · Arrondissement Sint-Niklaas · Oost-Vlaanderen · Vlaanderen